# Pontus Almqvist
Pontus Skule Erik Almqvist (Nyköping, 10 luglio 1999) è un calciatore svedese, centrocampista o attaccante del Parma.

## Biografia
È fratello minore della calciatrice Tove Almqvist.

## Caratteristiche tecniche
È un esterno offensivo veloce e abile nell'uno contro uno, in grado di giocare su entrambe le fasce. Saltuariamente è stato impiegato anche come punta centrale.

## Carriera

### Club

#### Gli inizi

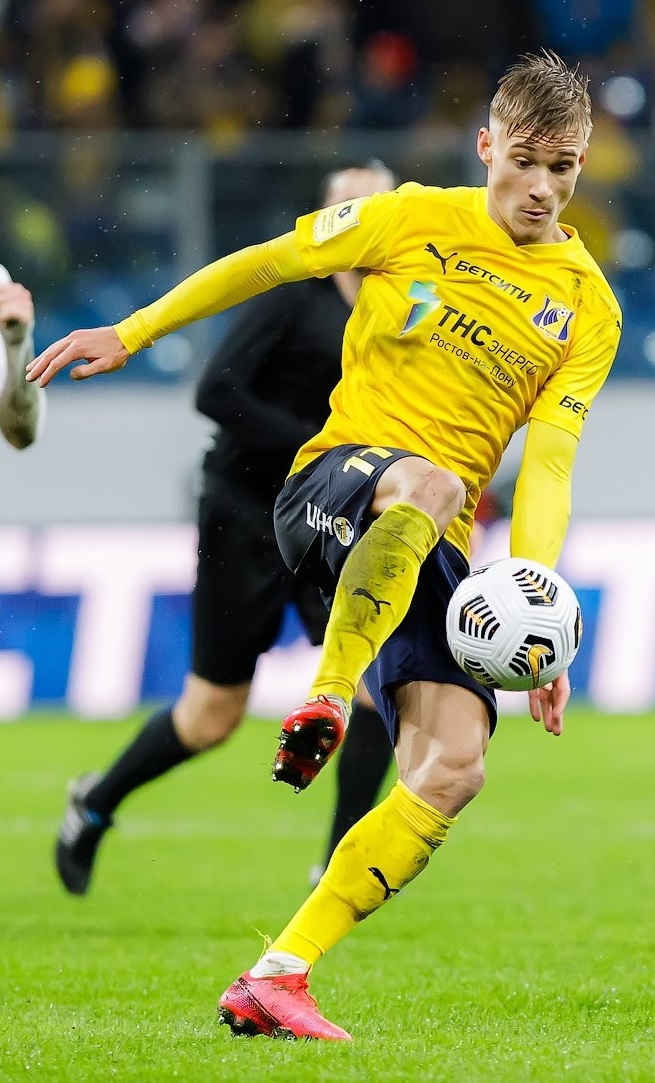
Almqvist in azione con il Rostov nel 2021

Cresciuto inizialmente nelle giovanili del Nyköpings BIS, squadra della sua città natale, approda prima nel vivaio del Syrianska e poi in quello dell'IFK Norrköping. Dal 2015 al 2016 trascorre sette mesi in Inghilterra, nella Nike Academy, poi torna all'IFK Norrköping, iniziando anche ad allenarsi con la prima squadra.
Nel corso della stagione 2017 mette a referto le prime tre presenze a livello senior con il prestito al Sylvia, squadra militante nella quarta serie nazionale. Durante la stessa annata, il 23 settembre 2017, ha modo di debuttare anche nella massima serie, in occasione della sconfitta dell'IFK Norrköping per 2-1 sul campo dell'Halmstad. Resta questa la sua unica presenza nel massimo campionato svedese del 2017.
Inizia la stagione 2018 al Varberg, nel campionato di seconda serie, con un breve prestito valido da marzo all'estate: nell'arco di questo periodo scende in campo solo in 4 occasioni, tutte da subentrante. Nella seconda metà di stagione si trasferisce al Norrby, sempre con la formula del prestito e sempre nel campionato di seconda serie; in questo caso trova molto più spazio, tanto che viene impiegato come titolare e gioca tutte le partite ad eccezione di una in cui è squalificato per somma di ammonizioni.
Nella prima parte del campionato 2019 torna in prestito al Sylvia, squadra che nel frattempo è salita in terza serie. Nell'ultima parte della stagione, invece, veste la maglia dell'IFK Norrköping, con cui scende in campo – seppur subentrando dalla panchina – in 7 delle ultime 8 giornate del massimo campionato svedese. In vista dell'annata 2020 la società lo conferma definitivamente in rosa senza ulteriori prestiti, tanto che il giocatore mette a referto le prime presenze da titolare e i primi gol nella massima serie.

#### Rostov e vari prestiti
Il 17 ottobre 2020 firma un contratto quinquennale con il Rostov, con cui disputa una stagione e mezza nel massimo campionato russo. 
Il 17 marzo 2022 si trasferisce in prestito all'Utrecht, con totalizza 9 presenze in Eredivisie, oltre a una presenza e una rete con la squadra giovanile del club, lo Jong Utrecht. Il 5 luglio 2022 si accasa in prestito al Pogoń Stettino, con cui va a segno 5 volte in 27 presenze in Ekstraklasa, la massima divisione polacca.
Il 22 giugno 2023 viene ceduto in prestito al Lecce, in Serie A. Il 13 agosto seguente, all'esordio stagionale, segna il gol della vittoria casalinga contro il Como nel primo turno di Coppa Italia. Sette giorni dopo segna la sua prima rete in Serie A, nella partita casalinga vinta contro la Lazio (2-1). Conclude la stagione con 3 reti.

#### Parma
Rientrato al Rostov, il 13 agosto 2024 si trasferisce al Parma a titolo definitivo. Quattro giorni dopo esordisce con i ducali nella partita interna contro la Fiorentina, subentrando nella ripresa a Dennis Man. Il 21 settembre 2024 segna il suo primo gol con i parmensi, nella gara di campionato pareggiata al Via del mare contro il Lecce (2-2).

### Nazionale
Dal 2017 al 2019 ha disputato 2 partite con la Svezia Under-19. Il 4 settembre 2020 ha esordito con la nazionale Under-21 svedese. Quattro giorni più tardi, alla sua seconda presenza con l'Under-21, ha realizzato una doppietta contro i pari età dell'Italia, battuti per 3-0 a Kalmar in un incontro valido per le qualificazioni al campionato europeo di categoria del 2021.

## Statistiche

### Presenze e reti nei club
Statistiche aggiornate al 12 gennaio 2025.
| Stagione              | Squadra               | Campionato            | Campionato | Campionato | Coppe nazionali | Coppe nazionali | Coppe nazionali | Coppe continentali | Coppe continentali | Coppe continentali | Altre coppe | Altre coppe | Altre coppe | Totale | Totale |
| Stagione              | Squadra               | Comp                  | Pres       | Reti       | Comp            | Pres            | Reti            | Comp               | Pres               | Reti               | Comp        | Pres        | Reti        | Pres   | Reti   |
| --------------------- | --------------------- | --------------------- | ---------- | ---------- | --------------- | --------------- | --------------- | ------------------ | ------------------ | ------------------ | ----------- | ----------- | ----------- | ------ | ------ |
| gen.-giu. 2017        | Sylvia                | D2                    | 3          | 1          | -               | -               | -               | -                  | -                  | -                  | -           | -           | -           | 3      | 1      |
| lug.-dic. 2017        | IFK Norrköping        | A                     | 1          | 0          | CS              | 1               | 0               | -                  | -                  | -                  | -           | -           | -           | 2      | 0      |
| mar.-giu. 2018        | Varberg               | B                     | 4          | 0          | -               | -               | -               | -                  | -                  | -                  | -           | -           | -           | 4      | 0      |
| lug.-dic. 2018        | Norrby                | B                     | 14         | 1          | -               | -               | -               | -                  | -                  | -                  | -           | -           | -           | 14     | 1      |
| gen.-giu. 2019        | Sylvia                | D1                    | 6          | 2          | -               | -               | -               | -                  | -                  | -                  | -           | -           | -           | 6      | 2      |
| Totale Sylvia         | Totale Sylvia         | Totale Sylvia         | 9          | 3          |                 | -               | -               |                    | -                  | -                  |             | -           | -           | 9      | 3      |
| lug.-dic. 2019        | IFK Norrköping        | A                     | 7          | 0          | CS              | 1               | 0               | -                  | -                  | -                  | -           | -           | -           | 8      | 0      |
| gen.-ott. 2020        | IFK Norrköping        | A                     | 20         | 5          | CS              | 0               | 0               | -                  | -                  | -                  | -           | -           | -           | 20     | 5      |
| Totale IFK Norrköping | Totale IFK Norrköping | Totale IFK Norrköping | 28         | 5          |                 | 2               | 0               |                    | -                  | -                  |             | -           | -           | 30     | 5      |
| ott. 2020-2021        | Rostov                | PL                    | 19         | 1          | CR              | 1               | 0               | -                  | -                  | -                  | -           | -           | -           | 20     | 1      |
| 2021-mar. 2022        | Rostov                | PL                    | 18         | 2          | CR              | 1               | 0               | -                  | -                  | -                  | -           | -           | -           | 19     | 2      |
| Totale Rostov         | Totale Rostov         | Totale Rostov         | 37         | 3          |                 | 2               | 0               |                    | -                  | -                  |             | -           | -           | 39     | 3      |
| mar.-giu. 2022        | Utrecht               | ED                    | 7+2        | 0          | CO              | 0               | 0               | -                  | -                  | -                  | -           | -           | -           | 9      | 0      |
| 2022-2023             | Pogoń Stettino        | EK                    | 27         | 5          | CP              | 0               | 0               | UECL               | 3                  | 0                  | -           | -           | -           | 30     | 5      |
| 2023-2024             | Lecce                 | A                     | 30         | 2          | CI              | 2               | 1               | -                  | -                  | -                  | -           | -           | -           | 32     | 3      |
| 2024-2025             | Parma                 | A                     | 17         | 1          | CI              | 0               | 0               | -                  | -                  | -                  | -           | -           | -           | 17     | 1      |
| Totale carriera       | Totale carriera       | Totale carriera       | 174        | 20         |                 | 6               | 1               |                    | 3                  | 0                  |             | -           | -           | 183    | 21     |